# Pača
Pača (Hongaars: Andrási) is een Slowaakse gemeente in de regio Košice, en maakt deel uit van het district Rožňava.
Pača telt 629 inwoners.

## Foto's

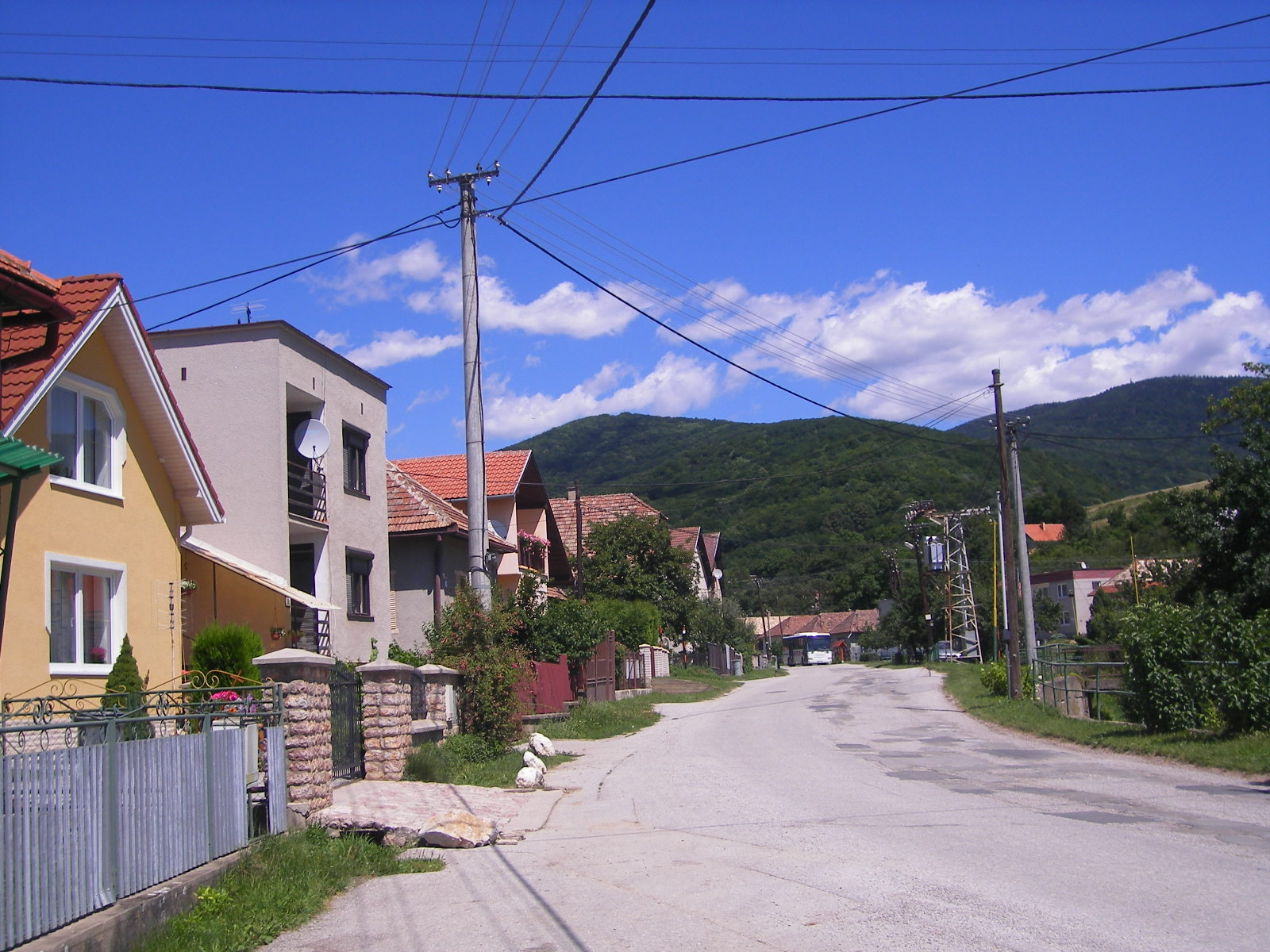
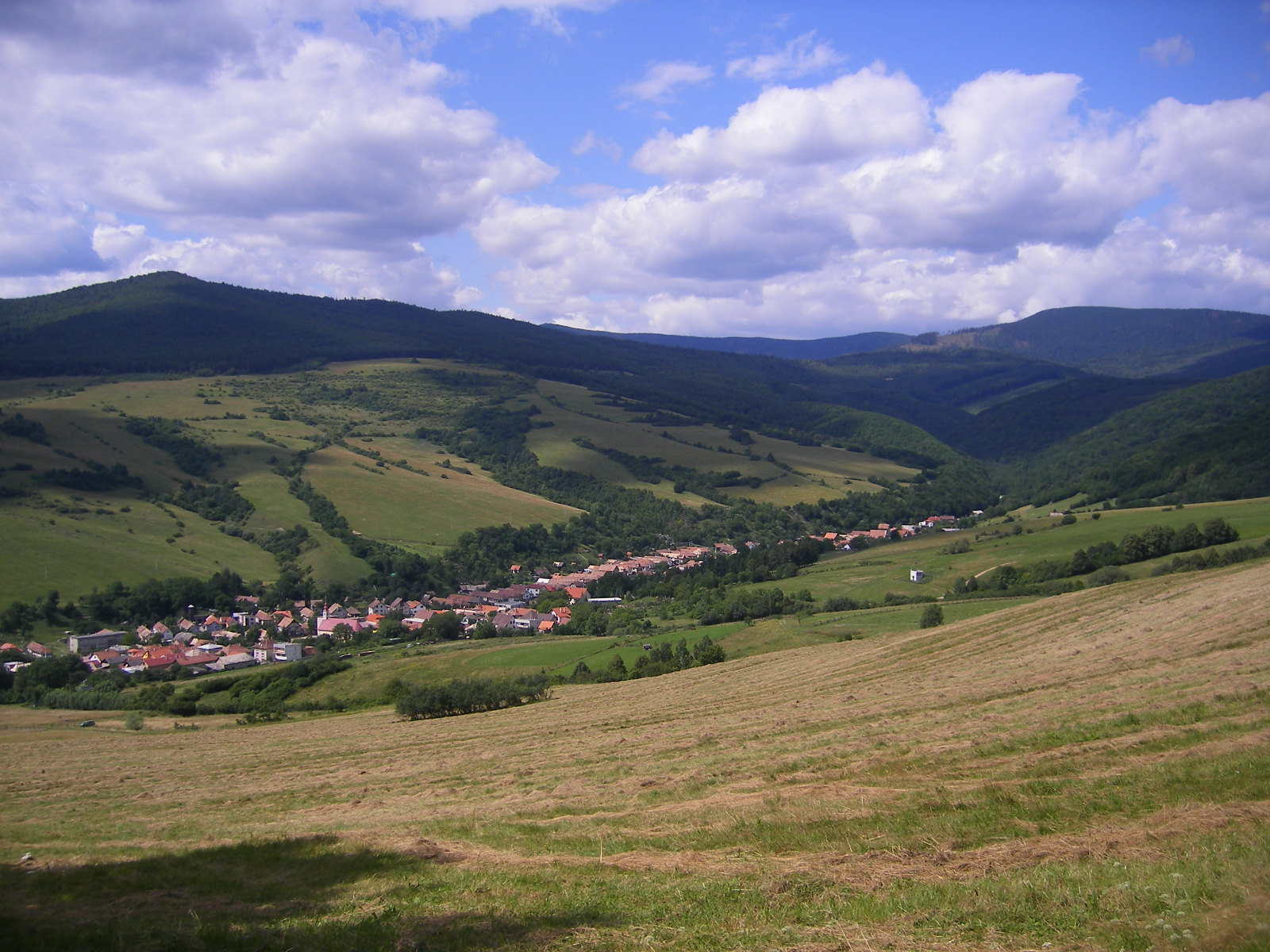